# David Dill
David K. Eneldo (Estados Unidos, 7 de julio de 1955–Armstrong, Ontario, Canadá, 8 de agosto de 2015) fue un político estadounidense y miembro de la Cámara de Representantes de Minnesota por Minnesota Democratic-Farmer-Labor Party,  representante del Distrito 3A en Minnesota nororiental. Fue también un asesor, un piloto comercial y un ingeniero aeronáutico en una planta.

## Carrera y primeros años
Dill se graduó en Southport High School en Indianápolis, Indiana y estudió en la Universidad de Indiana. Fue administrador para la ciudad de Orr, Minnesota durante 11 años antes de ser elegido para la Cámara de Representantes de Minnesota.

## Cámara de Representantes de Minnesota
David Dill fue el primer elegido para la Cámara de Representantes de Minnesota en 2002 y reelegido cada dos años. Fue presidente de la Delegación Legislativa Iron Range durante el bienio 2005–2006.

## Vida personal
Durante los meses de verano, Dill pasaba el tiempo en el nordeste de Ontario atendiendo su negocio, Thunderhook Fly-Ins.
Dill fue diagnosticado con Diabetes tipo 2 con 20 años. Más tarde reconoció que no vigilaba su salud, llegando a superar un peso de 135 kg. En 2008, Dill fue operado de cirugía gástrica, perdiendo más de 70 kg. A raíz de una nefropatía diabética, Dill sólo disponía de un 15% de función renal y necesitaba diálisis o un trasplante de riñón. Dill anunció, no obstante, que sería un pretendiente para la reelección. El 12 de octubre de 2010,  recibió un traspante de riñón en el Hennepin County Medical Center en Minneapolis, siendo un éxito. Más tarde le fue incorporado un marcapasos para regular su corazón.

## Muerte
David Dill fue hospitalizado en la Clínica Mayo a mediados de julio de 2015 para realizar quimioterapia. Murió el 8 de agosto de 2015 de cáncer a la edad de 60 años en el Campamento Thunderhook en Armstrong, Ontario.
El funeral se realizó el 15 de agosto  15 en Backus Community en International Falls, Minnesota.